# Promozione Sicilia 1979-1980
Nella stagione 1979-1980 la Promozione era sesto livello del calcio italiano (il massimo livello regionale).
Qui vi sono le statistiche relative al campionato gestito dal Comitato Regionale Siculo per la regione Sicilia.
Il campionato è strutturato in vari gironi all'italiana su base regionale, gestiti dai Comitati Regionali di competenza. Promozioni alla categoria superiore e retrocessioni in quella inferiore non erano sempre omogenee; erano quantificate all'inizio del campionato dal Comitato Regionale secondo le direttive stabilite dalla Lega Nazionale Dilettanti, ma flessibili, in relazione al numero delle società retrocesse dalla Serie D e perciò, a seconda delle varie situazioni regionali, la fine del campionato poteva avere degli spareggi sia di promozione che di retrocessione.

## Girone A

### Classifica finale
|  | Pos. | Squadra               | Pt | G  | V  | N  | P  | GF | GS | DR  |
|  | ---- | --------------------- | -- | -- | -- | -- | -- | -- | -- | --- |
|  | 1.   | Favara                | 43 | 30 | 16 | 11 | 3  | 91 | 15 | +76 |
|  | 2.   | Ravanusa              | 38 | 30 | 13 | 12 | 5  | 39 | 17 | +22 |
|  | 3.   | Juve Sicilia          | 35 | 30 | 12 | 11 | 7  | 40 | 24 | +16 |
|  | 4.   | Licata                | 35 | 30 | 9  | 17 | 4  | 29 | 18 | +11 |
|  | 5.   | Sciacca               | 33 | 30 | 10 | 13 | 7  | 25 | 19 | +6  |
|  | 6.   | Folgore Castelvetrano | 32 | 30 | 12 | 8  | 10 | 33 | 24 | +9  |
|  | 7.   | Empedoclina           | 31 | 30 | 8  | 15 | 7  | 18 | 25 | -7  |
|  | 8.   | Termitana             | 30 | 30 | 8  | 14 | 8  | 25 | 24 | +1  |
|  | 9.   | Cantieri Navali       | 29 | 30 | 7  | 15 | 8  | 21 | 20 | +1  |
|  | 10.  | Partanna              | 28 | 30 | 6  | 16 | 8  | 22 | 28 | -6  |
|  | 11.  | Real Termini          | 28 | 30 | 6  | 16 | 8  | 24 | 30 | -6  |
|  | 12.  | Monreale              | 27 | 30 | 8  | 11 | 11 | 25 | 30 | -5  |
|  | 13.  | Juvenes               | 27 | 30 | 9  | 9  | 12 | 21 | 35 | -14 |
|  | 14.  | AMAT Palermo          | 26 | 30 | 10 | 6  | 14 | 31 | 37 | -6  |
|  | 15.  | Juve Bagheria         | 21 | 30 | 3  | 15 | 12 | 25 | 43 | -18 |
|  | 16.  | Juventina Alcamo (-1) | 16 | 30 | 4  | 9  | 17 | 23 | 53 | -30 |

## Girone B

### Classifica finale
|  | Pos. | Squadra             | Pt | G  | V  | N  | P  | GF | GS | DR  |
|  | ---- | ------------------- | -- | -- | -- | -- | -- | -- | -- | --- |
|  | 1.   | Milazzo             | 46 | 30 | 18 | 10 | 2  | 40 | 11 | +29 |
|  | 2.   | Scicli              | 43 | 30 | 16 | 11 | 3  | 37 | 11 | +26 |
|  | 3.   | Mascalucia          | 42 | 30 | 18 | 6  | 6  | 52 | 19 | +33 |
|  | 4.   | Enna                | 34 | 30 | 13 | 8  | 9  | 42 | 30 | +12 |
|  | 5.   | Bronte              | 32 | 30 | 12 | 8  | 10 | 31 | 29 | +2  |
|  | 6.   | Pozzallo            | 30 | 30 | 11 | 8  | 11 | 38 | 30 | +8  |
|  | 7.   | Orlandina           | 30 | 30 | 11 | 8  | 11 | 37 | 33 | +4  |
|  | 8.   | Caltagirone         | 30 | 30 | 9  | 12 | 9  | 31 | 29 | +2  |
|  | 9.   | Francavilla         | 29 | 30 | 7  | 15 | 8  | 31 | 29 | +2  |
|  | 10.  | Giarre              | 29 | 30 | 10 | 9  | 11 | 27 | 29 | -2  |
|  | 11.  | Megara Augusta      | 27 | 30 | 9  | 9  | 12 | 25 | 27 | -2  |
|  | 12.  | Avola               | 27 | 30 | 8  | 11 | 11 | 26 | 29 | -3  |
|  | 13.  | Tiger Brolo         | 27 | 30 | 10 | 7  | 13 | 25 | 32 | -7  |
|  | 14.  | Adernò              | 26 | 30 | 4  | 18 | 8  | 25 | 29 | -4  |
|  | 15.  | Provinciale Messina | 18 | 30 | 5  | 8  | 17 | 14 | 45 | -31 |
|  | 16.  | Leonzio (-1)        | 9  | 30 | 3  | 4  | 23 | 17 | 86 | -69 |